# Río Motatán
El río Motatán es un río en el estado Trujillo en el sector oeste de Venezuela. Las nacientes se encuentran a 4077 m s. n. m. en el páramo de Timotes, enclavado en la cordillera andina, estado Mérida. Su extensión es de 168 km, y su cuenca abarca unos 5000 km². El río desemboca en la costa este del lago de Maracaibo.
El río fluye hacia el norte, alimentado por un gran número de afluentes. Sus crecidas durante la temporada de lluvia  producen grandes destrozos.
Su caudal es aprovechado para irrigación de actividades agrícolas comerciales. 